# Erioptera (Mesocyphona) withycombei
Erioptera (Mesocyphona) withycombei is een tweevleugelige uit de familie steltmuggen (Limoniidae). De soort komt voor in het Neotropisch gebied.